# Pneumectomia
Con il termine pneumectomia o pneumonectomia in campo medico, si intende un particolare tipo di intervento chirurgico che consiste nell'asportazione di un polmone.

## Storia
Uno dei primi interventi per trattare la tubercolosi con la pneumectomia fu eseguito da Giuseppe Ruggì (1844-1925), mentre per quanto riguarda il tumore al polmone avvenne nel 1933.

## Indicazioni
Si asporta una parte o interamente un polmone, l'intervento è effettuato in caso di lesioni (neoplasie).